# Anelis Kaiser
Anelis Kaiser est une neuropsychologue, professeure d'études de genre à MINT à l'Université de Fribourg en Allemagne. Elle est également chargée de cours au sein du département de psychologie sociale et de neurosciences sociales de l'Université de Berne, en Suisse.  Avec Isabelle Dussauge, elle a cofondé le réseau NeuroGenderings. 

## Formation
Anelis Kaiser a obtenu son doctorat à l'Université de Bâle en 2008. 

## Recherches
Le travail d'Anelis Kaiser explore l'influence des notions hétéronormatives de l'orientation sexuelle et le parti pris, par certains au sein de la communauté scientifique, de démontrer un déterminisme lié au sexe ou au genre. Selon elle, au contraire, il existe « une variabilité plus forte entre représentants d’un même sexe qu’entre hommes et femmes »

## Publications

### Chapitres de livres
- (en) Anelis Kaiser et Isabelle Dussauge, « Re-queering the brain », dans Robyn Bluhm, Anne Jaap Jacobson, Heidi Lene Maibom, Neurofeminism: issues at the intersection of feminist theory and cognitive science, Hampshire New York, Palgrave Macmillan, 2014, 121,144 (ISBN 9781349333929)
- (en) Anelis Kaiser, « On the (im)possibility of a feminist and queer neuroexperiment », dans Sigrid Schmitz, Grit Höppner, Gendered neurocultures: feminist and queer perspectives on current brain discourses, Vienne (Autriche), Zaglossus, coll. « challenge GENDER, 2 », 2014, 41,66 (ISBN 9783902902122)
- (en) Anelis Kaiser et Sigrid Schmitz, « Neuroscience, brain research, and sexuality », dans Nancy Naples, Renee C.Hoogland, Maithree Wickramasinghe, Wai Ching Angela Wong, The Wiley Blackwell encyclopedia of gender and sexuality studies: volume 4 J–R, Malden, Massachusetts, Wiley-Blackwell, 2016, 1,7 (ISBN 9781118663219, DOI 10.1002/9781118663219.wbegss233)
- (en) Anelis Kaiser, « Sex/gender matters and sex/gender materialities in the brain », dans Victoria Pitts-Taylor, Mattering: feminism, science, and materialism, New York, NYU Press, 2016, 122,139 (ISBN 9781479845439)
- (en) Anelis Kaiser et Diana Schellenberg, « The sex–gender distinction: beyond F and M », dans Cheryl Travis, Jacquelyn W. White, APA handbook of the psychology of women: volume 1: History, theory, and battlegrounds, Washington, DC, American Psychological Association, 2017 (ISBN 9781433827921)

### Articles scientifiques
- (en) Kaiser, Kuenzli, Zappatore et Nitsch, « On females' lateral and males' bilateral activation during language production: A fMRI study », International Journal of Psychophysiology, vol. 63, no 2,‎ février 2007, p. 192–198 (PMID 16797758, DOI 10.1016/j.ijpsycho.2006.03.008)
- (en) Kaiser, Haller, Schmitz et Nitsch, « On sex/gender related similarities and differences in fMRI language research », Brain Research Reviews, vol. 61, no 2,‎ octobre 2009, p. 49–59 (PMID 19406148, DOI 10.1016/j.brainresrev.2009.03.005, S2CID 17275248)
- (en) Kaiser, « Re-conceptualizing sex and gender in the human brain », Zeitschrift für Psychologie, vol. 220, no 2,‎ 2012, p. 130–136 (DOI 10.1027/2151-2604/a000104)
- (en) Kaiser et Dussauge, « Neuroscience and sex/gender », Neuroethics, vol. 5, no 3,‎ décembre 2012, p. 211–216 (DOI 10.1007/s12152-012-9165-5)
- (en) Kaiser, Fine, Jordan-Young et Rippon, « Plasticity, plasticity, plasticity…and the problem of sex », Trends in Cognitive Sciences, vol. 17, no 11,‎ novembre 2013, p. 550–551 (PMID 24176517, DOI 10.1016/j.tics.2013.08.010, S2CID 27589924, lire en ligne)
- Isabelle Dussauge et Anelis Kaiser, « Repolitisations féministes et queer du cerveau », Revue d'anthropologie des connaissances, vol. 7,  3, no 3,‎ 2013, p. 667 (ISSN 1760-5393, DOI 10.3917/rac.020.0667, lire en ligne, consulté le 11 octobre 2022)
- (en) Kaiser, Fine, Joel et Jordan-Young, « Reaction to "Equal ≠ The Same: Sex Differences in the Human Brain" », Cerebrum, vol. 2014,‎ november–december 2014 (lire en ligne [archive du 16 février 2019], consulté le 22 août 2017)

- (en) Kaiser, Rippon, Jordan-Young et Fine, « Recommendations for sex/gender neuroimaging research: key principles and implications for research design, analysis and interpretation », Frontiers in Human Neuroscience, vol. 8, no 650,‎ 28 août 2014, p. 650 (PMID 25221493, PMCID 4147717, DOI 10.3389/fnhum.2014.00650)
- (en) Kaiser, Stein, Winkler et Dierks, « Structural brain changes related to bilingualism: Does immersion make a difference? », Frontiers in Psychology, vol. 5, no 1116,‎ 2 octobre 2014, p. 1116 (PMID 25324816, PMCID 4183087, DOI 10.3389/fpsyg.2014.01116)
- (en) Kaiser, Rippon, Jordan-Young et Joel, « Journal of Neuroscience Research policy on addressing sex as a biological variable: Comments, clarifications, and elaborations », Journal of Neuroscience Research, vol. 95, no 7,‎ juillet 2017, p. 1357–1359 (PMID 28225166, DOI 10.1002/jnr.24045, hdl 11343/292471, S2CID 45664076)